# Panamá (banda)
Panamá, es un proyecto musical electrónico del compositor y productor Jarrah McCleary en Sídney, Australia. Panamá se formó después de que la anterior banda de Jarrah McCleary, The Dirty Secrets llegara a su fin. 
Panamá le ha permitido a McCleary experimentar musicalmente y desarrollar un estilo más electrónico con influencia house. La banda ha lanzado tres álbumes extendidos. En  2020, su EP Always fue certificado platino en Australia.

## Discografía

### Extended plays
| Título             | Detalles del EP | Certificación   |
| ------------------ | --- | --------------- |
| It's Not Over      | - Fecha de lanzamiento: 2 de noviembre de 2012 - Discografía: Future Classic (FCL79) - Formato: CD, Descarga digital, 12" |                 |
| Always             | - Fecha de lanzamiento: 3 de octubre de 2013 - Discografía: Future Classic (FCL98) - Formato: CD, Descarga digital, 12"   | - ARIA: Platino |
| Hope for Something | - Fecha de lanzamiento: 24 de junio de 2017 - Discografía: Future Classic - Formato: Descarga digital                     |                 |

### Sencillos

#### Como artista principal
| Año  | Título                                   | Álbum                   |
| ---- | ---------------------------------------- | ----------------------- |
| 2012 | "It's Not Over"                          | It's Not Over           |
| 2012 | "Magic"                                  | It's Not Over           |
| 2012 | "Money King" (con Jazzyst)               | Sin álbum               |
| 2013 | "We Have Love"                           | It's Not Over           |
| 2013 | "How We Feel"                            | Always                  |
| 2013 | "Always"                                 | Always                  |
| 2014 | "Strange Feeling"                        | Always (Deluxe Edition) |
| 2014 | "Stay Forever"                           | Sin álbum               |
| 2015 | "Jungle"                                 | Sin álbum               |
| 2017 | "Hope for Something"                     | Hope for Something      |
| 2017 | "Undertow"                               | Hope for Something      |
| 2019 | "Can't Stop Your Lovin'" (with Poolside) | Sin álbum               |
| 2019 | "More Than Friends" (with Audrey Azizov) | Sin álbum               |
| 2019 | "Drive" (with OTR)                       | Sin álbum               |

#### Como artista invitado
| Año  | Título                                           | Álbum    |
| ---- | ------------------------------------------------ | -------- |
| 2017 | "Waterfall" (Petit Biscuit featuring Panama)     | Presence |
| 2018 | "People I Know" (Boobox Cartel featuring Panama) | TBA      |
| 2018 | "Wildflowers" (Zimmer featuring Panama)          | TBA      |
| 2019 | "Hollow" (Hounded featuring Panama)              | TBA      |